# داینان
داینان (به لاتین: Dainan) یک شهرک در جمهوری خلق چین است که در شینگهوا واقع شده‌است. داینان ۱۰۸ کیلومتر مربع مساحت و ۹۳٬۰۰۰ نفر جمعیت دارد.